# Colleoni (famiglia)
I Colleoni (che significa "testicolo"), spesso chiamati erroneamente casata dei testicoli, sono un'antica nobile famiglia, di origine longobarda, discendente da un ramo della famiglia Suardi di Bergamo.

## Storia
Il nome coleus (testicolo) risale al 1123, adottato da Gisalbertus Attonis detto “Il Colione”, figlio del notaio Attone (1044-1081), il quale era figlio di Ghilberto citato in tre pergamene, che discendeva da un ramo della famiglia Suardi, e che nel 1123 risulta console di Bergamo: Gisalbertus Attonis è dagli storici ritenuto il capostipite della famiglia. Ebbe cinque figli: Guglielmo, che fu console di giustizia; Ugolone; Sozzo, console di giustizia nel 1161 e protagonista nella battaglia del castello di Volpino, della cui discendenza si ricorda Sozzo Colleoni, podestà di Cremona, mentre il nipote Trussardo fu console e rettore a Bergamo nel biennio 1237-1329; Villano; e Alberto, che fu console di Bergamo dal 1159 al 1173 e alleato dei Bonghi e dei Rivola contro l'imperatore Federico Barbarossa. Un altro discendente fu Isnardo Colleoni, che allontanatosi da Bergamo divenne podestà di Milano nel 1338. Entrambi diedero origine ai diversi rami della famiglia.
I Colleoni furono una famiglia di notai che seppe tenere buoni rapporti con la chiesa di Bergamo e con la comunità.
Quando i duchi di Milano della casa dei Visconti conquistarono Bergamo, avevano sostenitori di parte ghibellina, come i Suardi, mentre i Colleoni, di fazione guelfa, dovettero fuggire in esilio. Tra questi, Galeazzo Colleoni detto Carpione si rifugò in alta val Seriana, per poi tentare nel 1315 con Giorgio Del Zoppo, Belfantino Rivola e i Bonghi una mal riuscita insurrezione, che li porterà a essere prima prigionieri e poi liberati il 7 luglio 1315, dopo aver accettato un trattato con Matteo Visconti per una signoria in Bergamo che fosse limitata nel tempo.

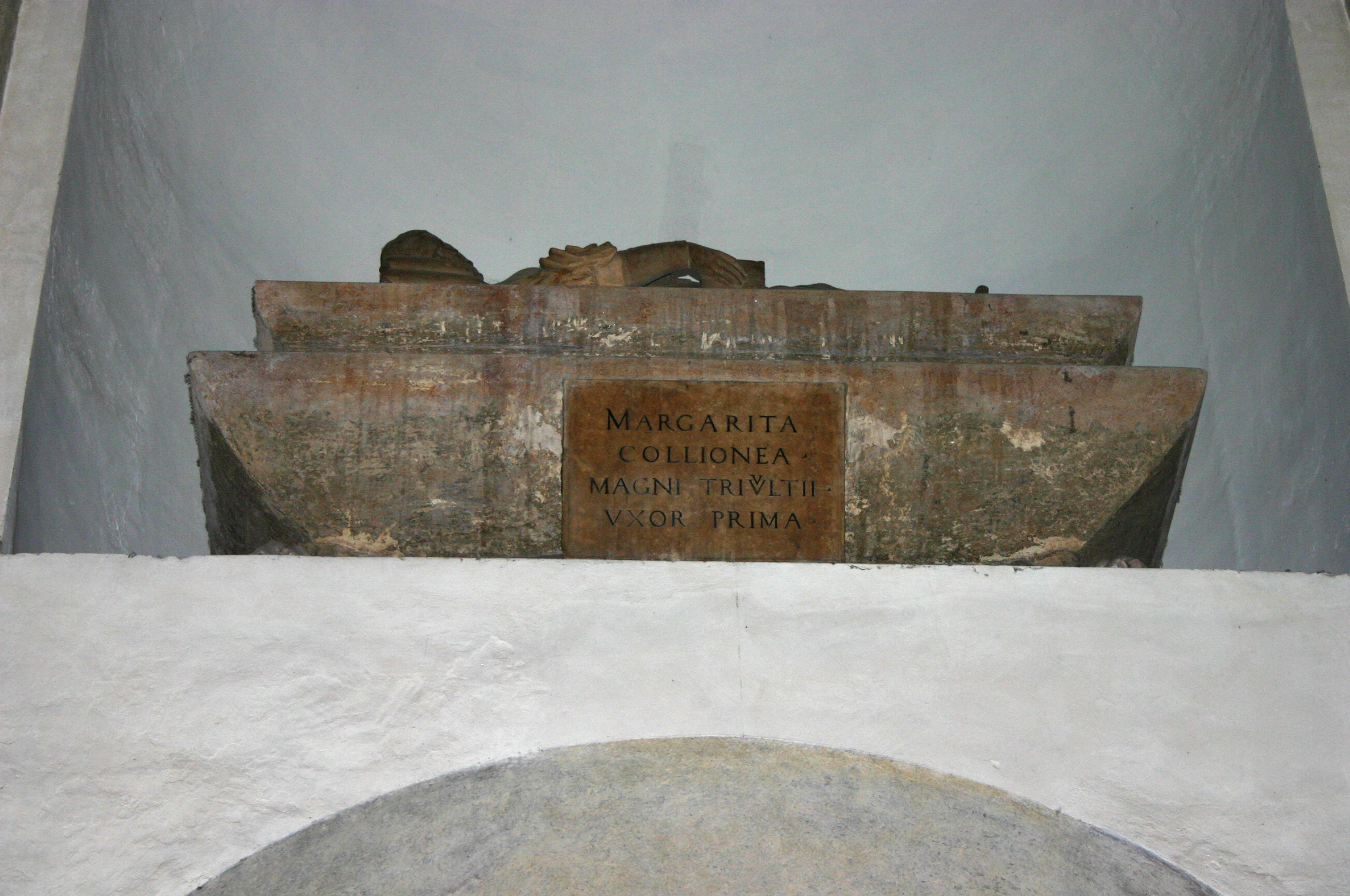
Milano, Cappella Trivulzio, sarcofago di Margherita Colleoni

Paolo Colleoni conquistò nel 1404 il castello di Trezzo e lo tenne fino a che non venne assassinato dai suoi parenti, forse per conto del Visconti. Suo figlio fu il più famoso membro della famiglia, il condottiero Bartolomeo Colleoni, capitano generale della Repubblica di Venezia. Lui e sua figlia Medea († 1470) sono sepolti nella Cappella Colleoni a Bergamo, significativo monumento del Rinascimento. Andrea Verrocchio costruì per lui una statua equestre a Venezia, che è annoverata tra le più importanti sculture del Rinascimento italiano.
Un altro membro della famiglia fu Margherita Colleoni (1455-1483), prima moglie del comandante militare Gian Giacomo Trivulzio, sepolta nella Cappella Trivulzio della Basilica di San Nazaro in Brolo a Milano.
Il nipote di Bartolomeo, Alessandro Martinengo Colleoni, da cui iniziò il ramo Martinengo Colleoni, commissionò a Lorenzo Lotto la Pala Martinengo per la chiesa domenicana di Santo Stefano, che dopo la distruzione della chiesa per la costruzione delle Mura veneziane di Bergamo fu collocata in quella dei Santi Bartolomeo e Stefano.
Tra i Colleoni va ricordato Guardino Vincenzo Francesco Giovanni Giorgio Galeazzo Maria Colleoni Porto, che venne eletto due volte deputato e il 2 giugno 1908 nominato senatore a vita, della cui attività di senatore degna di nota è la rivendicazione all'Italia contro l'usurpazione austriaca.
La famiglia Colleoni ebbe un'ampia ramificazione, con famiglie ancora presenti sia nel bergamasco che in tutta Italia.

Stemma della famiglia Colleoni modificato con i tre cuori capovolti.

Nel XIX secolo i Colleoni ottennero un seggio ereditario nella Herrenhaus (Camera dei Signori) del Reichsrat (Parlamento) a Vienna.

## Stemma
La parola Colleoni deriva dalla parola latina coleus (testicolo), adottata come soprannome già nel 1123 da Ghisalberto. Lo stemma raffigura due testicoli bianchi su campo rosso, e uno rosso su campo bianco. Bartolomeo Colleoni era molto orgoglioso del suo stemma, tanto da riempirne le sue dimore. Successivamente lo stemma venne da alcuni rami della famiglia  modificato con i cuori capovolti (troncato di argento e di rosso, a tre cuori rovesciati dell'uno nell'altro).